# Maria Schell
Maria Margarete Anna Schell (Vienna, 15 gennaio 1926 – Preitenegg, 26 aprile 2005) è stata un'attrice austriaca naturalizzata svizzera.

## Biografia
Maria Schell fu una delle più grandi dive cinematografiche degli anni '50 e '60; dal suo collega Oskar Werner ricevette l'appellativo di Seelchen ('anima candida'), che a lei comunque non piacque.
Austriaca di nascita ma svizzera di adozione, fu attiva sui palcoscenici di Zurigo, Vienna e Berlino nell'immediato periodo postbellico; passò al cinema nel 1948 interpretando numerose pellicole in Germania Ovest e in Gran Bretagna, ottenendo la sua prima affermazione in campo internazionale con L'ultimo ponte (1954) di Helmut Käutner.
La Schell diede prove convincenti sotto la guida di registi che seppero valorizzare le sue doti a vantaggio dell'approfondimento dei personaggi, quali René Clément in Gervaise (1956), Luchino Visconti in Le notti bianche (1957), e Alexandre Astruc in Una vita - Il dramma di una sposa (1958). Partecipò, da protagonista, anche a diversi film hollywoodiani, tra i quali Karamazov (1958) di Richard Brooks, L'albero degli impiccati (1959) di Delmer Daves e Cimarron (1960) di Anthony Mann, ed in seguito da caratterista, come La nave dei dannati (1976) di Stuart Rosenberg e Superman (1978) di Richard Donner.
Per il piccolo schermo lavorò in serie di successo tra cui Der Kommissar e L'ispettore Derrick.
Nel 1991 fece scalpore un suo tentativo di suicidio; in seguito fu anche vittima di due colpi apoplettici (ictus); nel 2002 fu protagonista di un toccante documentario dal titolo Meine Schwester Maria (Mia sorella Maria) realizzato dal fratello, l'attore Maximilian Schell, che ritrasse gli ultimi anni di vita dell'attrice, ormai malata di demenza e di un grave disturbo polmonare. Nel febbraio dello stesso anno, alla prima della pellicola, che ricevette un Bambi, l'attrice fece la sua ultima apparizione in pubblico.
Negli ultimi tempi Maria Schell si ritirò a vita privata sulle Alpi della Carinzia, in una proprietà ereditata dai suoi genitori.
Nel 2005, prima di Pasqua, fu ricoverata in ospedale per difficoltà respiratorie; morì poco dopo per un infarto, in seguito a una grave infiammazione dei polmoni; la sua tomba si trova allo Zentralfriedhof di Vienna, accanto a quella del fratello Maximilian.
Maria Schell si sposò due volte, dal 1957 al 1965 con il regista Horst Hächler e dal 1966 al 1986 con il regista Veit Relin. Entrambi i matrimoni finirono con un divorzio. Dal primo matrimonio nacque il figlio Oliver, mentre dal secondo la figlia Marie-Theres Relin, divenuta attrice.

## Filmografia parziale

### Cinema

Le notti bianche di Luchino Visconti (1957).

- Steibruch, regia di Sigfrit Steiner (1942)
- La casa dell'angelo (Der Engel mit der Posaune), regia di Karl Hartl (1948)
- Maresi, regia di Hans Thimig (1948)
- Malata d'amore (Dr. Holl), regia di Rolf Hansen (1951)
- L'ultimo ponte (Die letzte Brücke), regia di Helmut Käutner (1953)
- Napoleone Bonaparte (Napoléon), regia di Sacha Guitry (1955)
- I topi (Die Ratten), regia di Robert Siodmak (1955)
- Uragano sul Po (Liebe), regia di Horst Hachter (1956)
- Gervaise, regia di René Clément (1956)
- Le notti bianche, regia di Luchino Visconti (1957)
- Karamazov (The Brothers Karamazov), regia di Richard Brooks (1958)
- Una vita - Il dramma di una sposa (Une vie), regia di Alexandre Astruc (1958)
- L'albero degli impiccati (The Hanging Tree), regia di Delmer Daves (1959)
- Cimarron, regia di Anthony Mann (1960)
- La grande ruota (Das Riesenrad), regia di Géza von Radványi (1961)
- 99 donne (Der heiße Tod), regia di Jesús Franco (1968)
- Il trono di fuoco (The Bloody Judge), regia di Jesús Franco (1969)
- Dossier Odessa (The Odessa File), regia di Ronald Neame (1974)
- La nave dei dannati (Voyage of the Damned), regia di Stuart Rosenberg (1976)
- Superman, regia di Richard Donner (1978)
- La signora è di passaggio (La passante du Sans-Souci), regia di Jacques Rouffio (1982)
- La visita della vecchia signora (Der Besuch der alten Dame), regia di Max Peter Ammann (1982)
- Sansone e Dalila  (Samson and Delilah), regia di Lee Philips (1984)

### Televisione
- Kojak – serie TV, episodio 4x11 (1976)
- Cronache marziane (The Martian Chronicles), regia di Michael Anderson – miniserie TV (1980)
- La nave dei sogni (Das Traumschiff) – serie TV, episodio 1x07 (1983)
- Re merlo (Král Drozdia Brada), regia di Miloslav Luther – film TV (1984)
- Famiglia dolce famiglia (Die glückliche Familie) – serie TV, 33 episodi (1987-1991)

## Doppiatrici italiane
- Fiorella Betti in Karamazov, L'albero degli impiccati, Cimarron, La grande ruota
- Adriana Parrella in I topi
- Angiolina Quinterno in Famiglia dolce famiglia
- Ludovica Modugno in Superman (ridoppiaggio)

## Premi e riconoscimenti
- 1951–57, 1987, 2002: Bambi

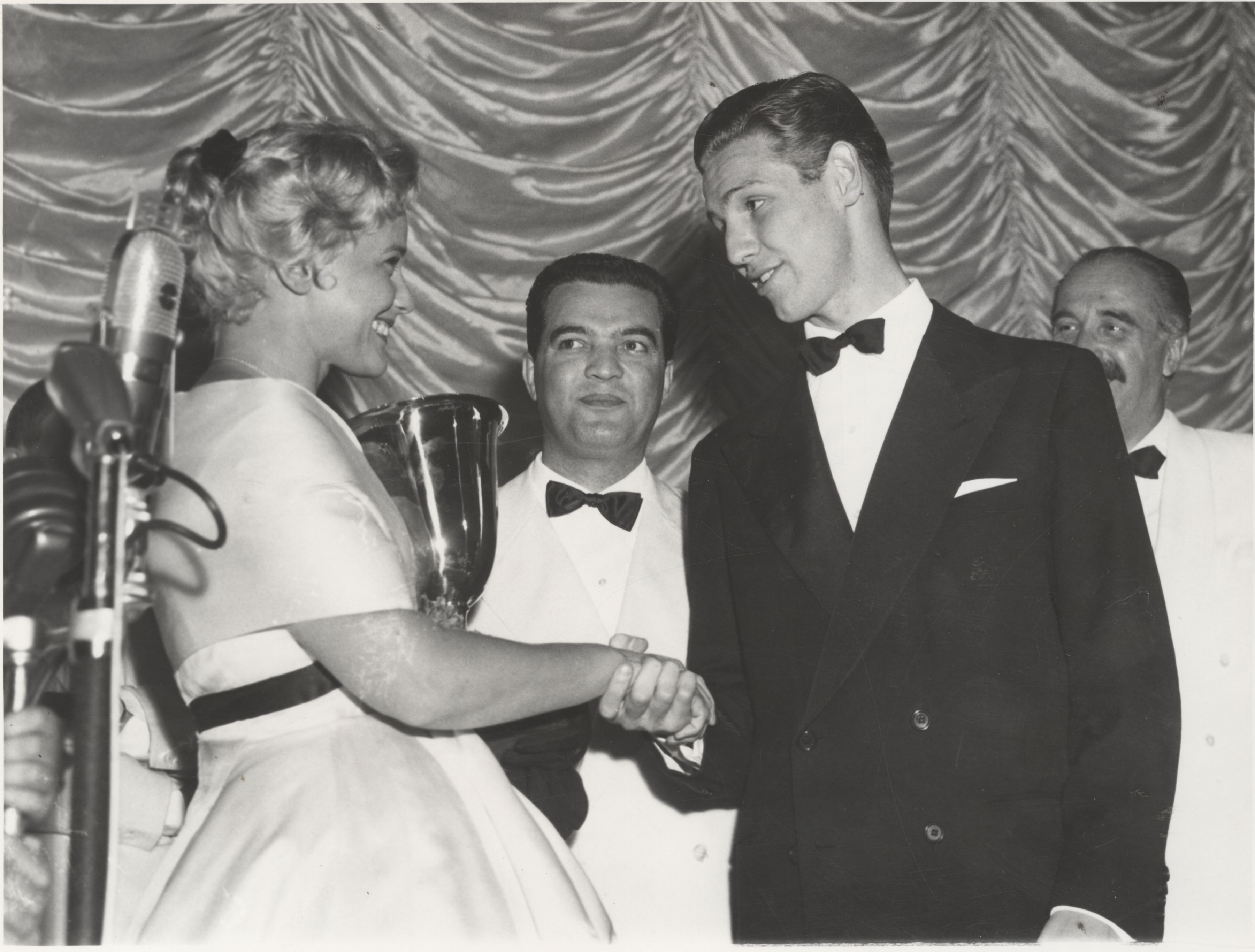
Premiazione al Festival di Venezia nel 1956

- 1954: Nomination per il film Die letzte Brücke al festival internazionale di Cannes
- 1956: Coppa Volpi per il film Gervaise al festival internazionale di Venezia
- 1957 und 1958: Oro e Argento Premio Bravo Otto
- 1977: Filmband in Gold alla carriera
- 1983: Goldene Kamera
- 2008: A Vienna è stata intitolata la Maria-Schell-Straße